# Talitroides alluaudi
Talitroides alluaudi är en kräftdjursart som först beskrevs av Édouard Chevreux 1896.  Talitroides alluaudi ingår i släktet Talitroides och familjen tångloppor. Inga underarter finns listade i Catalogue of Life.